# Szara pleśń maliny i jeżyny
Szara pleśń maliny i jeżyny – grzybowa choroba maliny i jeżyny wywołana przez mikroskopijnego grzyba Botrytis cinerea.

## Objawy i szkodliwość
Choroba ta poraża wszystkie nadziemne części roślin. Przynosi duże szkody na plantacjach malin i jeżyn powodując gnicie owoców i zamieranie pędów. Przy dużej wilgotności podczas kwitnienia dochodzi do masowej infekcji kwiatów. Mogą one zamierać już w czasie kwitnienia, lub później, w czasie rozwoju owocu. Na porażonych owocach powstają gnilne plamy pokryte szarym nalotem grzyba składającym się z grzybni i zarodników. Porażone zostają także latorośle maliny. Powstają na nich duże, jasnobrązowe plamy. Pędy te rosną słabiej i łatwiej przemarzają, a w warunkach dużej wilgotności powietrza obumierają w niedługim czasie po infekcji.
Objawy porażenia pędów przez Botrytis cinerea mogą być pomylone z porażeniem spowodowanym przez Xenodidymella applanata. Plamy spowodowane przez B. cinerea są większe, jaśniejsze i brak im wyraźnej granicy między miejscem porażonym a zdrową tkanką. Jesienią tworzą się na nich czarne, płaskie tarczki o średnicy 3–10 mm. Są to sklerocja grzyba. Silnie porażone pędy zostają zimą uszkodzone przez mróz i wiosną zwykle zamierają. Szczególnie duże nasilenie szarej pleśni ma miejsce w matecznikach, gdyż zagęszczenie roślin jest tutaj duże i trudno dokładnie wykonać zabiegi ochrony chemicznej. Choroba ta jest bardzo szkodliwa także dla sadzonek, jeśli uległy infekcji. Duża część posadzonych jesienią zamiera już wiosną następnego roku.

## Ochrona
- Należy sadzić tylko zdrowe rośliny
- maliny i jeżyny należy prowadzić przy drutach, dzięki czemu mają zapewnioną lepszą wentylację, pędy szybciej obsychają i można je dokładniej opryskać
- nie stosować zbyt dużych dawek nawozów azotowych, gdyż zwiększają one podatność na szarą pleśń
- dbać o dobrą wentylację plantacji poprzez jej odchwaszczanie i usuwanie nadmiaru pędów
- do końca maja należy wyciąć wszystkie latorośle, a zaraz po zbiorze pędy dwuletnie[2].

Odmianami bardzo podatnymi na szarą pleśń są ‘Malling Seedling’ i ‘Malling Promise’, bardziej odporne wśród malin dwuletnich to ‘Malling Rewel’, ‘Canby’, ‘Meeker’ i ‘Beskid’, a wśród powtarzających ‘Polana’, ‘Polka’, ‘Pokusa’ i ‘Poranna Rosa’.
Stosuje się ochronę chemiczną. Pierwsze opryskiwanie fungicydami należy wykonać gdy młode pędy osiągną wysokość 10–20 cm, a następne co 10 dni, ale w zależności od pogody i tempa wzrostu pędów. W okresie kwitnienia i owocowania opryskuje się co 7 dni, by zapobiec porażeniu kwiatów i owoców.